# Telksinoa (mjesec)
Telksinoa (također Jupiter XLII) je prirodni satelit planeta Jupiter, iz grupe Ananke. Retrogradni nepravilni satelit s oko 2 kilometra u promjeru i orbitalnim periodom od 597.607 dana.